# Geoelement
Un geoelement és un conjunt de tàxons que presenta una àrea de distribució coincident totalment o parcialment amb una regió biogeogràfica. Si se sumen les àrees de la distribució dels tàxons d'un geoelement, és possible reconèixer el seu centre de distribució principal.